# ردبر
ردبر (به آلمانی: Reddeber) یک منطقهٔ مسکونی در آلمان است که در ورنیگه‌روده واقع شده‌است. ردبر ۸۸۰ نفر جمعیت دارد.